# La Boum
La Boum é um filme de comédia francês de 1980 dirigido por Claude Pinoteau e estrelado por Claude Brasseur, Brigitte Fossey e Sophie Marceau. O filme foi um sucesso nas bilheterias internacionais. A música foi escrita por Vladimir Cosma.
O filme é seguido por La Boum 2 (1982).